# フィッシュティー

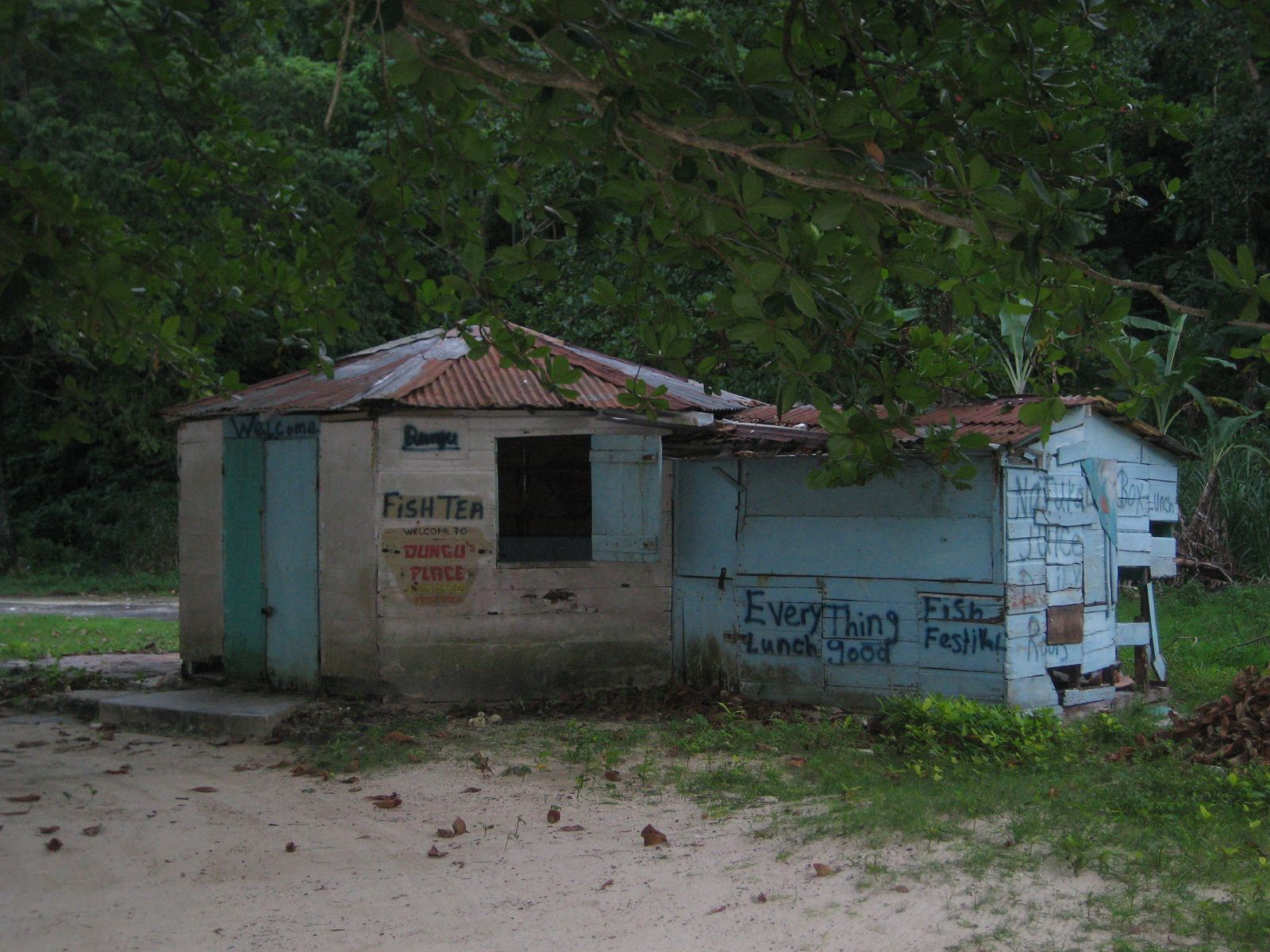
ジャマイカはポートアントニオのウィニフレッドビーチにあるフィッシュティー小屋

フィッシュティー（fish tea)とは、カリブ料理及びジャマイカ料理における辛味のあるスープである。魚のブイヨンに似た一品で、準備に数時間かかることもある。柔らかくなるまで煮込まれたヤムやカボチャ、キャッサバ、ジャガイモ、未熟なバナナを主たる材料とする。 そして、5ガロン（19リットル）のフィッシュティーを作るために15ポンド（6.8キログラム）もの魚が用いられる。ニンジンとハヤトウリが材料として用いられることもある。味付けはココナッツミルクや黒胡椒、塩、タイム、バター、ネギ、シーズンオール（調味料の一種）など、さまざまなものでなされる。
フィッシュティーは伝統的な「ランダウン」に類似するものの、固形の材料がスープ状になるまで煮込まれるところが異なる。なかにはスープティーが媚薬であると考える人もおり、それがさまざまな伝説や噂を連想させた。以下にその一例を挙げる。
- 「もし君がフィッシュティーを飲んだなら、夜には鎖で君を寝台の支柱に縛り付けなければならない。さもないと、君は異性を求めて一晩中歩きまわるだろうね。」[1][2]
- 「突然、子供を産んだことのない男性が双子を産んだ。」
- 「フィッシュティーを飲むと、まっすぐ歩けなくなる。」

ケイマン諸島におけるある出版物によれば「フィッシュティーを味わう人はいつもおかわりを求めて戻ってくるようである」とのことである。